# Markims kyrka
Markims kyrka hör till Vallentuna församling och ligger på en kulle i ett bördigt odlingslandskap. Tidigare hörde kyrkan till Markims församling som år 2006 uppgick i Vallentuna församling.
Namnet Markim kan betyda "hemmanet ut mot markerna" vilket syftar på skogspartierna mot norr. Första gången Markims kyrka nämns är i en testamentsurkund från år 1287. På kullen där kyrkan är byggd har det funnits en offerkälla som troligen var i bruk under hednisk tid. Här har även offrats till Sankt Lars som förmodligen var kyrkans skyddshelgon. På kyrkogårdens norra sida står en runsten.

## Kyrkobyggnaden
Stenkyrkan har en romansk planform och består av ett rektangulärt långhus med smalare absidkor i öster. På sydvästra sidan finns ett vidbyggt vapenhus och på den nordöstra en sakristia. Väggarna är putsade och genombryts av rundbågade fönsteröppningar. Alla byggnadsdelar täcks av branta sadeltak förutom absiden som har ett halvkoniskt tak. Alla tak täcks av galvaniserad plåt.

## Historik
Den ursprungliga kyrkan uppfördes i romansk stil omkring år 1200. Sakristia och vapenhus tillkom vid mitten av 1400-talet. Vid samma tid ersattes långhusets ursprungliga trätak med kryssvalv i tegel. Korets tunnvalv och absidens hjälmvalv är ursprungliga. Kyrkan är relativt oförändrad bortsett från upptagningar och förstoringar av fönster under 1700-talet och 1800-talet. 1748 tillkom långhusets västra fönster och 1791 togs ett fönster upp i norra väggen. 1812 förstorades alla fönster och 1850 togs ett rundfönster upp i absiden. 1887 byttes spåntaket ut mot ett tak av galvaniserad plåt.

## Interiör
Kyrkorummet karaktäriseras av den vida, låga triumfbågen som tidigare var betydligt smalare, samt av altarpredikstolen i rokokostil. En järnbeslagen trädörr mellan vapenhuset och långhuset är samtida med kyrkan och pryds bland annat av ett praktfullt vikingaskepp. Korgolvet är belagt med gravstenar där de äldsta är från 1600-talet. Kyrkan restaurerades 1950 under ledning av arkitekt Evert Milles. Vid detta tillfälle framtogs väggmålningarna i vapenhuset. Takmålningarna i vapenhuset har aldrig varit övermålade.[källa behövs]

## Inventarier
- Nuvarande dopfunt är i modern stil och tillverkades 1972 av skulptören Axel Wallenberg. En tidigare medeltida dopfunt kasserades 1751.
- Triumfkrucifixet från senare delen av 1200-talet är det enda inventarium som är bevarat från medeltiden. Krucifixet är av snidad ek och har ett ringkors.
- Enligt ett inventarium från 1751 fanns i kyrkan ett medeltida altarskåp, krönt av ett mindre krucifix. Altarskåpet är numera försvunnet.
- Vid mitten av 1700-talet ersattes altarskåpet med nuvarande altar- och predikstolsgrupp där predikstolen står över altaret. Uppsättningen omramas av två kvinnofigurer, där den högra representerar Tron och den vänstra Hoppet. Altarpredikstolen i rokoko med förgyllda detaljer är tillverkad 1758-1759 av bildhuggare Magnus Granlund. På predikstolens korg finns en förgylld relief som skildrar Jesus på korset omgiven av Johannes och Maria.
- Läktarbarriär och orgelfasad är utförda i empirstil och tillkom på 1820-talet. Nuvarande orgel med elva stämmor är tillverkad 1985 av A Magnussons Orgelbyggeri i Mölnlycke. Gamla läktarbarriären är bevarad och uppsatt på väggarna under nuvarande orgelläktare.
- Samtliga ljuskronor är av mässing. En ljuskrona har sexton ljusarmar och en stav krönt av en kvinnlig draperifigur. Enligt en inskrift är ljuskronan skänkt till kyrkan 1678. En andra ljuskrona med tolv ljusarmar och en dubbelörn på staven är skänkt till kyrkan 1684. I koret finns en tredje ljuskrona med sex ljusarmar som är inköpt av församlingen 1761.

### Orgel
- 1758 köpte kyrkan en orgel från Danvikens Hospitalskyrka (Danvikshem) som sattes upp av Mattias Swahlberg den yngre, Stockholm med 4 stämmor. Orgeln såldes 1828 till Järfälla kyrka.

| Manual                      |
| Flöjt 4' D                  |
| Kvinta 3'                   |
| Oktava 2' (halverad stämma) |
| Flöjt 2' B                  |

- 1828 byggde Gustaf Andersson, Stockholm en orgel med 8 stämmor och en manual.
- 1953 byggde Hans Schuster, Stockholm en orgel med 22 stämmor, två manualer och pedal.
- Den nuvarande orgeln är byggd 1985 av A Magnussons Orgelbyggeri AB, Mölnlycke och är mekanisk. Fasaden är från 1828 års orgel.

| Manual         | Pedal       | Koppel   |  |
| Gedackt 8’     | Subbas 16’  | Man/Ped. |  |
| Vox Candida 8’ | Oktavbas 8’ |          |  |
| Fugara 8'      |             |          |  |
| Principal 4'   |             |          |  |
| Flöjt 4'       |             |          |  |
| Kvinta 2 2/3'  |             |          |  |
| Oktava 2'      |             |          |  |
| Scharf III     |             |          |  |
| Trumpet 8' B/D |             |          |  |

## Klockstapeln
Söder om kyrkan, på kyrkogården står klockstapeln. Den uppfördes 1727 och ersatte en äldre öppen stapel av okänd ålder. Från början var stapeln en öppen träkonstruktion, men 1742 kläddes den in med brädor som numera är rödtjärade. Taket är karnissvängt och har en lanternin med huv. Taket och huven täcks av svartmålad plåt. Huvens tak kröns med en flöjel som bär årtalet 1900. I stapeln hänger två klockor. Storklockan är från medeltiden medan lillklockan är från 1727 och samtida med nuvarande klockstapel.

## Bildgalleri

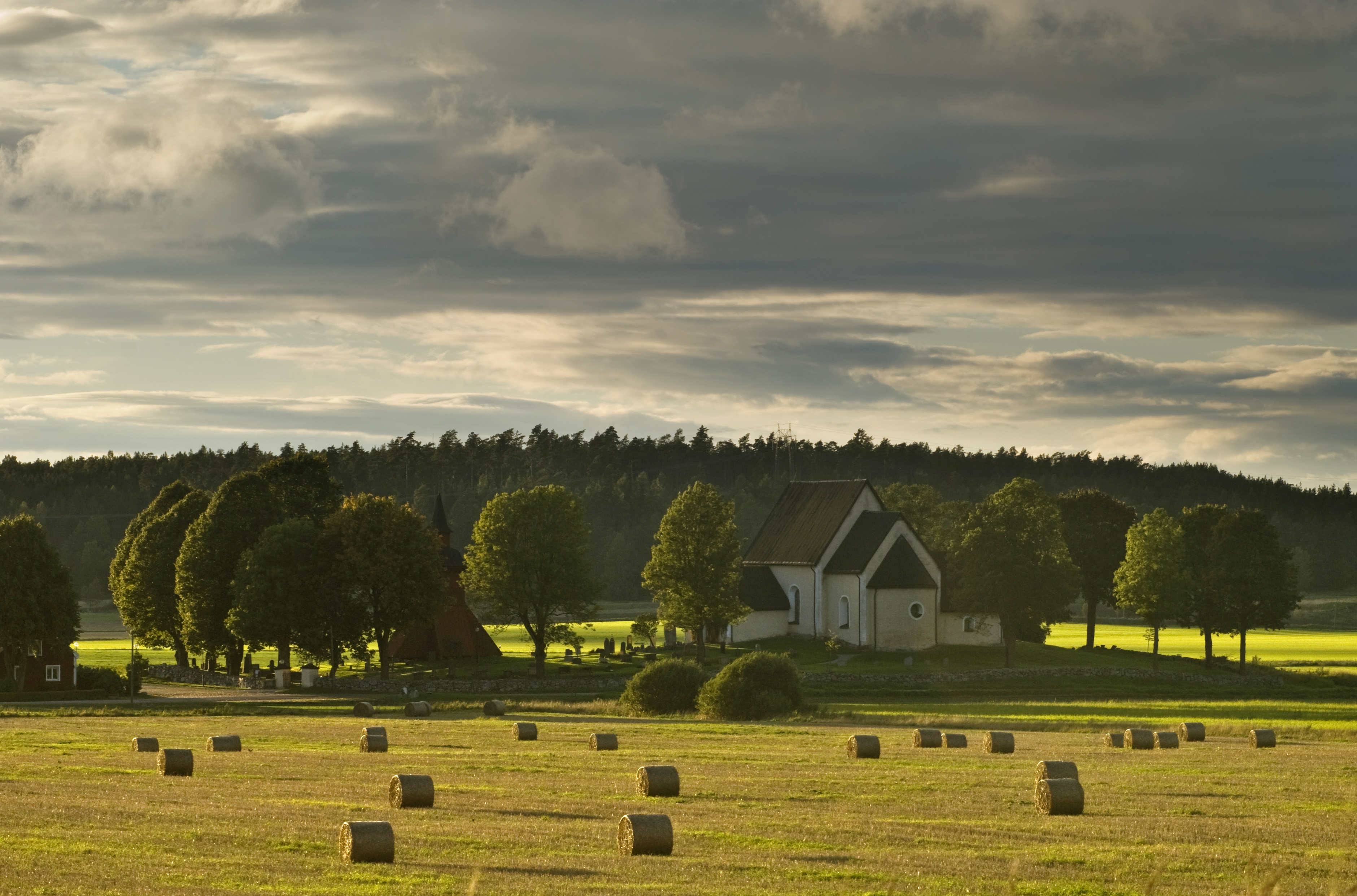
Kyrkan på avstånd från öster
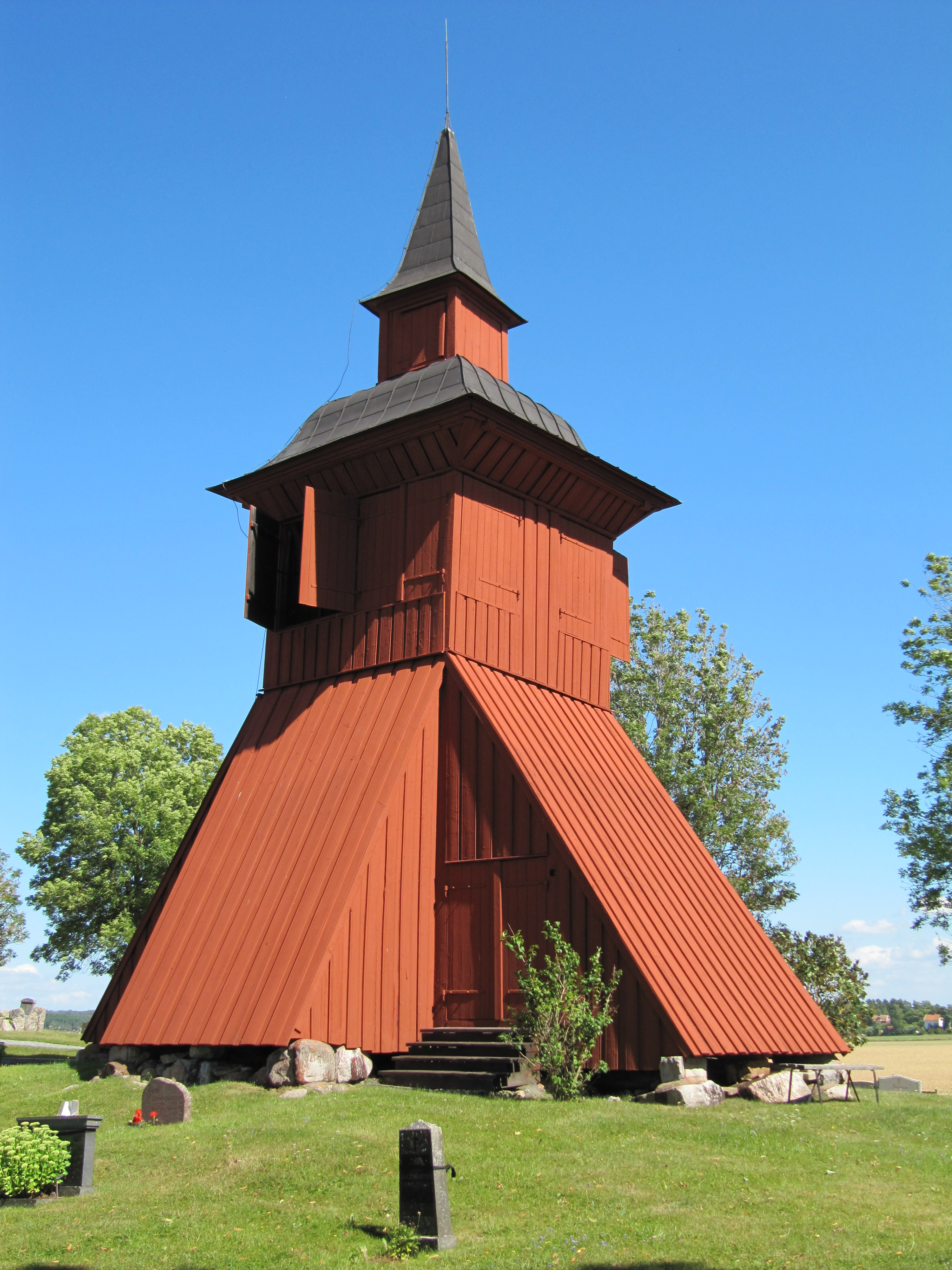
Klockstapel
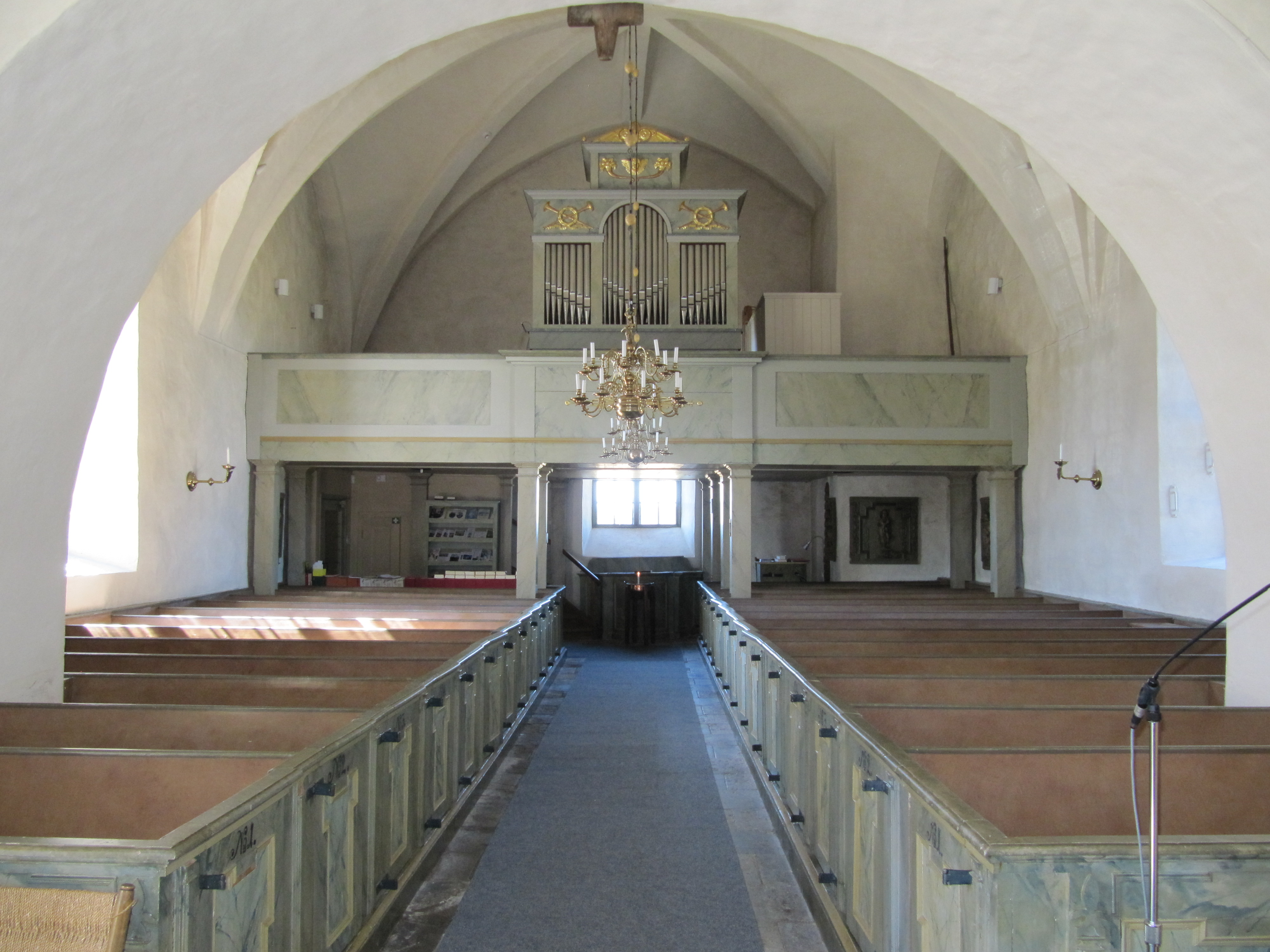
Kyrkorum mot orgelläktare
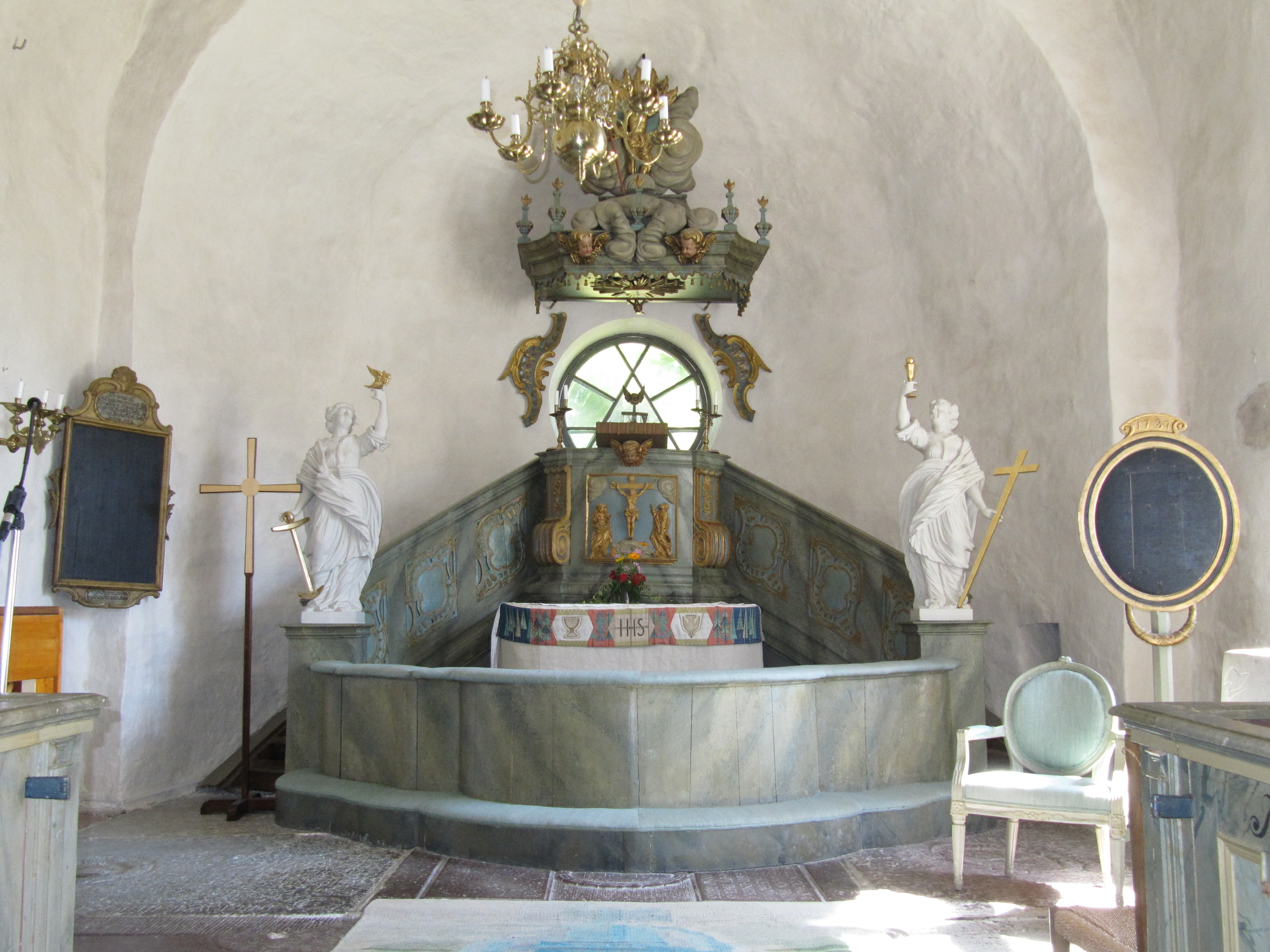
Altarpredikstol
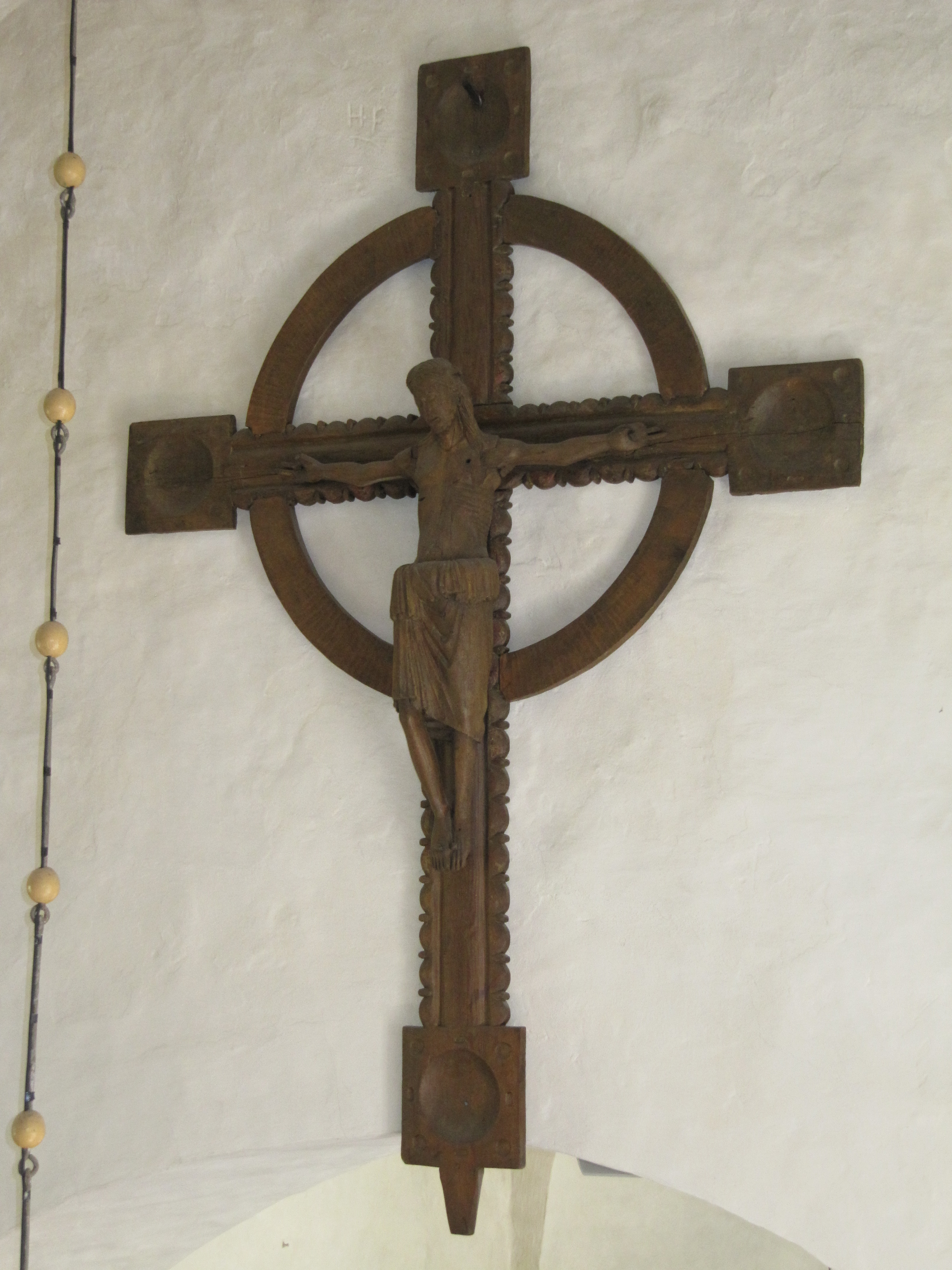
Triumfkrucifix ovanför triumfbågen till koret
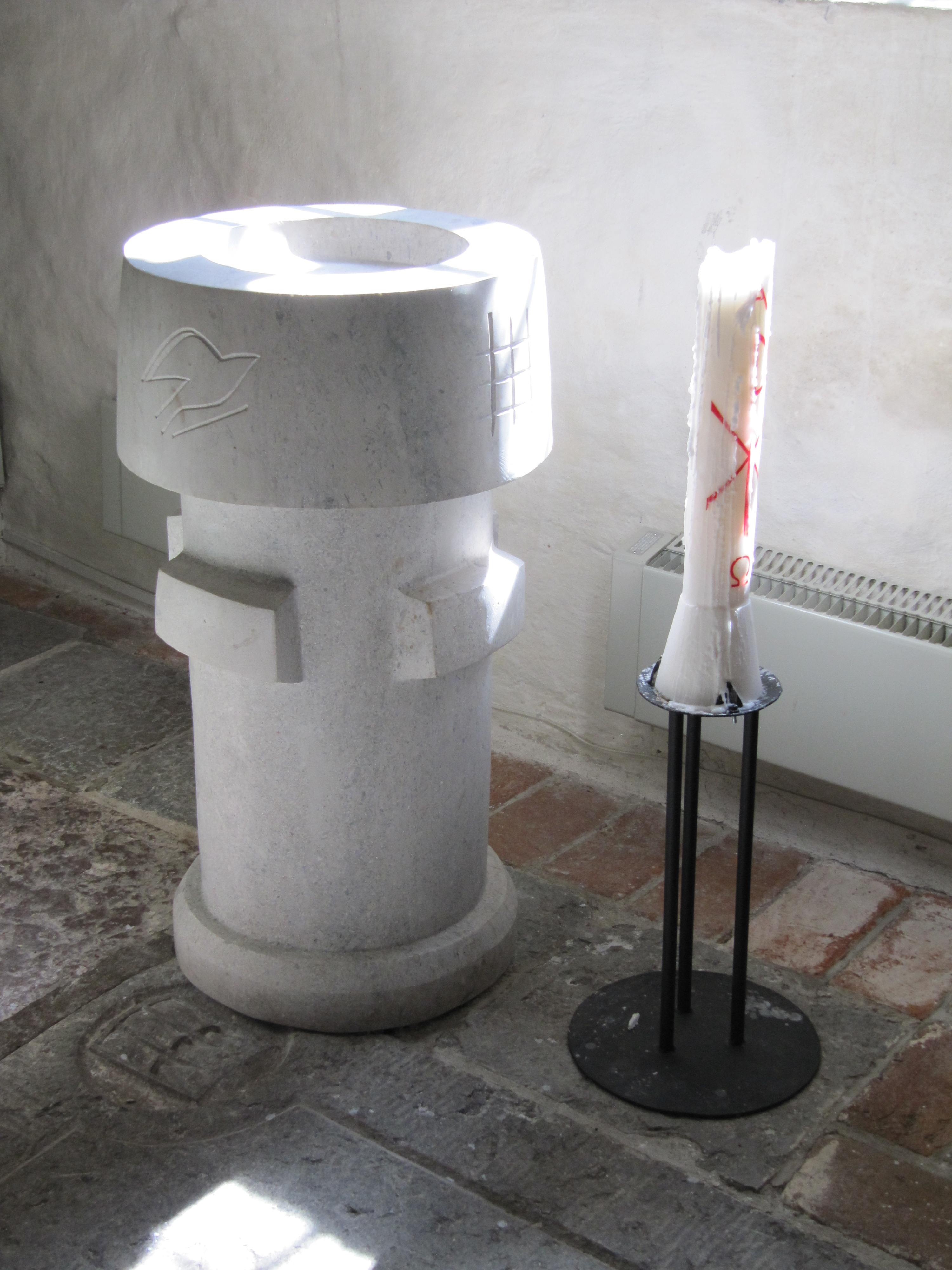
Dopfunt
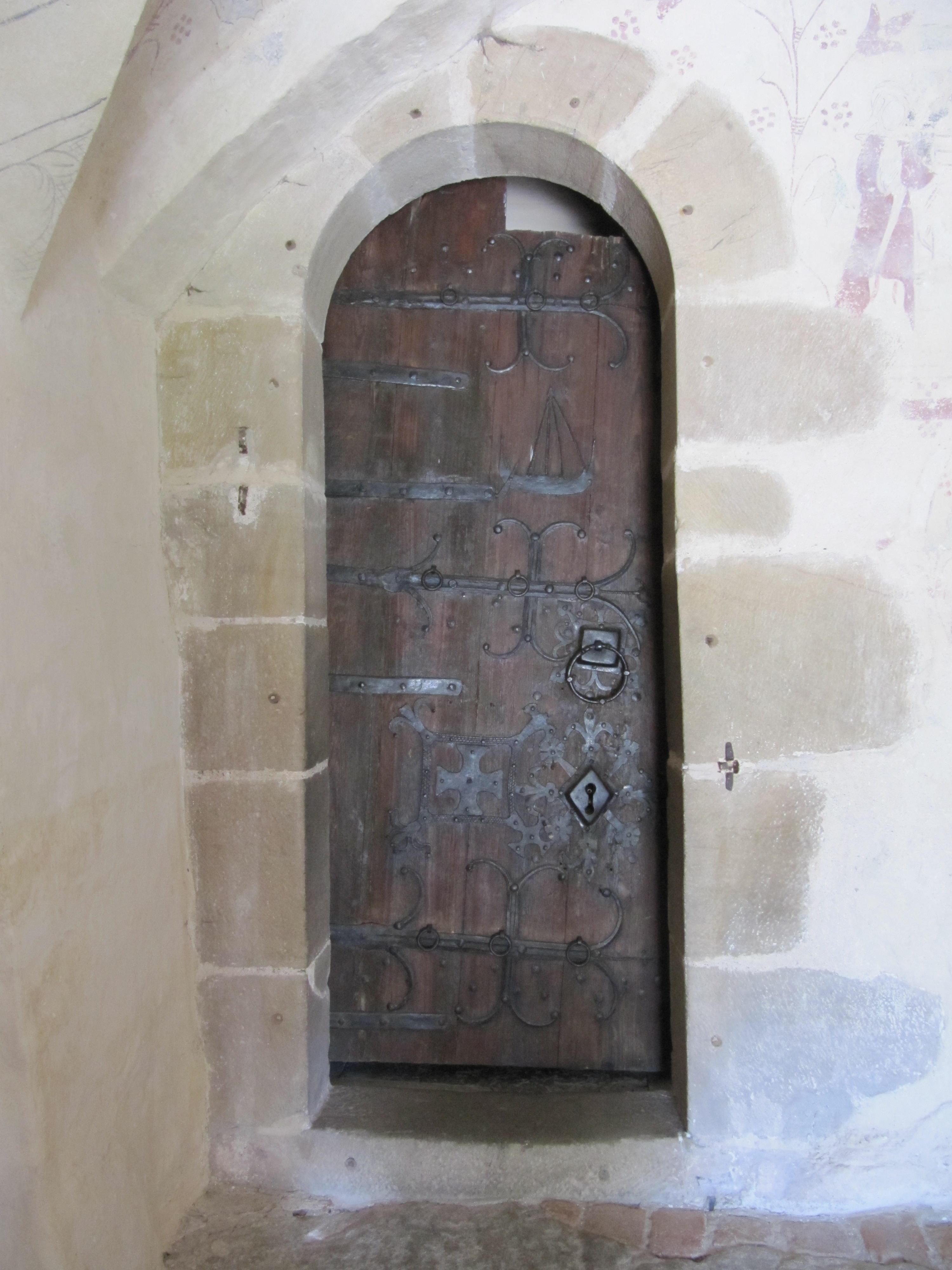
Dörr från vapenhus till kyrkorum
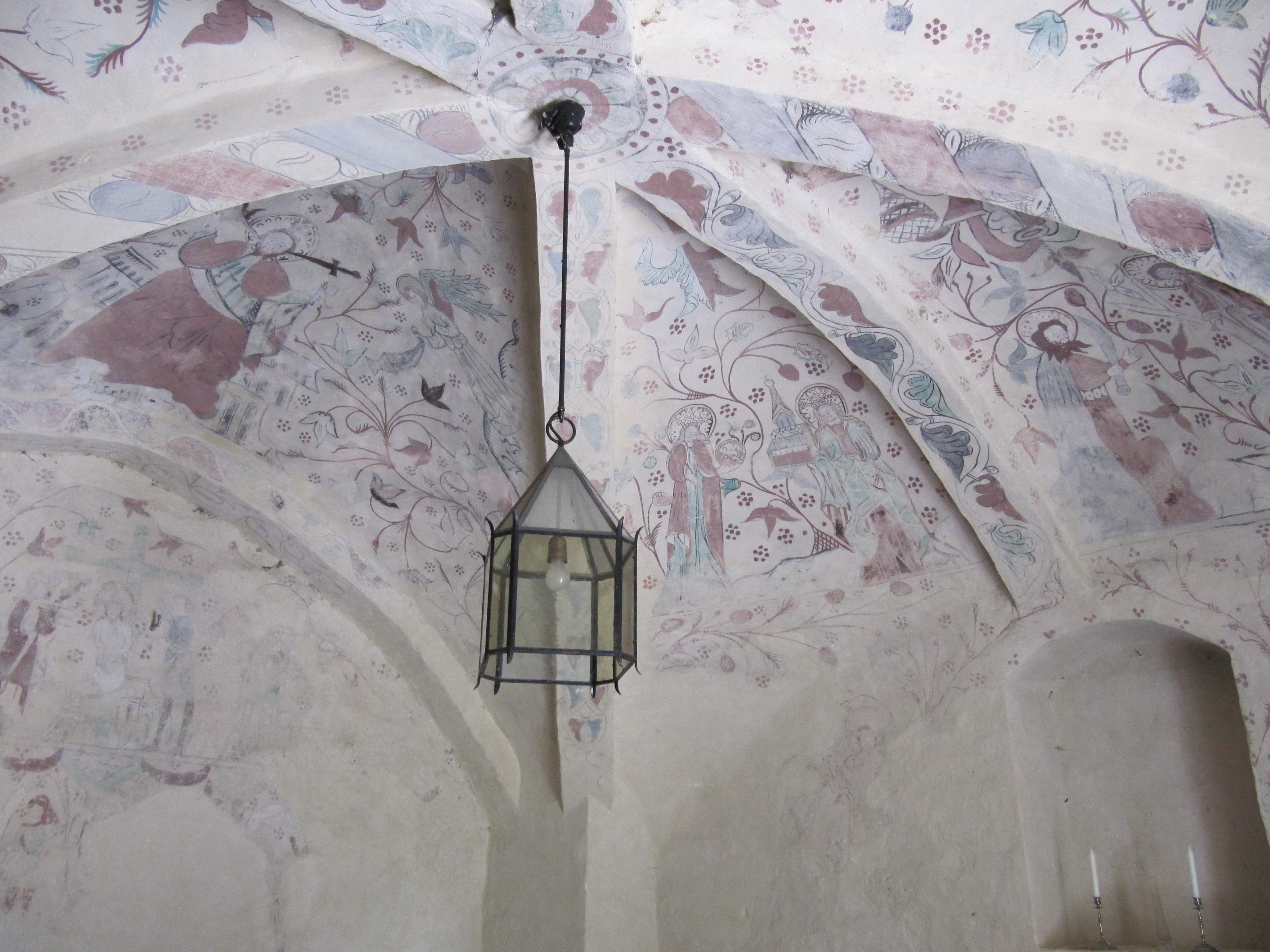
Valv i vapenhus

### Webbkällor
- Vallentuna församling informerar
- Markims kyrka, Stockholm 2008, © Stockholms stift, Text: Lisa Sundström
- Arctaedius om Markims kyrka